# Commission Simon
La Commission indienne statutaire ou plus communément la Commission Simon (en anglais : Indian Statutory Commission) était une commission du Parlement du Royaume-Uni qui réunissait sept membres. Elle a été mise en place en 1927 afin de déterminer le statut de l'Inde britannique. Elle a été présidée par John Allsebrook Simon, qui lui a donné son nom, et compte comme important membre Clement Attlee. En 1928, elle négocie avec les meneurs de l'indépendance indienne (Congrès national indien) et du mouvement pour le Pakistan (Ligue musulmane) afin d'implanter des réformes constitutionnelles. 
Lala Lajpat Rai meurt à la suite des violences qu'il subit de la part de la police coloniale en manifestant contre cette commission.  

## Sources
- (en) Simon Commission sur storyofpakistan.com
- (en) Simon Commission sur Britannica
- (en) Simon Commission 1927 sur General Knowledge Today